# 扎奧澤爾涅 (圖利欽區)
48°41′44″N 29°9′17″E / 48.69556°N 29.15472°E
扎奧澤爾涅（烏克蘭語：Заозерне），是烏克蘭的村落，位於該國西南部文尼察州，由海辛區負責管轄，始建於1964年，面積0.27平方公里，海拔高度194米，2001年人口930，人口密度每平方公里3,406.59人。